# 酒井ようへい
酒井 ようへい（さかい ようへい）は、日本の漫画家。

## 作品

### 連載
- 東遊記（週刊少年サンデー2004年38号 - 2005年22・23合併号、全4巻）
- 古代王者恐竜キング（別冊コロコロコミック2006年2月号 - 2007年10月号、全2巻）

### 読切
- シブヤペインターズ（少年サンデー特別増刊R2002年4月15日号）
- カッコE員会（少年サンデー超2002年11月25日号）
- 東遊記（少年サンデー超2003年8月25日号）
- 東遊記外伝 〜海底の姫君〜（少年サンデー超2005年7月25日号）

## 師匠
- 雷句誠

## アシスタント
- 田村光久